# Elizabeth Livingstone
Pour les articles homonymes, voir Livingstone (homonymie).
Elizabeth Anne Livingstone, né le 7 juillet 1929 et morte le 1er janvier 2023, MBE également connu sous le nom de E. A. Livingstone, est une théologienne anglicane anglaise, spécialisée en patristique. Elle est co-éditrice avec Frank Leslie Cross de la première édition du Oxford Dictionary of the Christian Church en 1957 et continue à diriger les éditions suivantes après la mort de Cross en 1968. Elle est également rédactrice en chef du The Concise Oxford Dictionary of the Christian Church.
Elle est titulaire d'un Master of Arts de l'Université d'Oxford et d'un Doctorate of Divinity à Lambeth Elle est membre honoraire de la St Stephen's House, Oxford. Elle organise les Conférences internationales d'Oxford sur les études patristiques de 1969 à 1995 et édite également le compte rendu des débats publié sous le titre Studia Patristica,.

## Honneurs
En 1986, à l'occasion du Nouvel An, Mme Livingstone est nommée membre de l'Ordre de l'Empire britannique pour "services rendus aux études patristiques". Elle est l'une des quatre personnes à recevoir la Médaille du Président de l'Académie britannique en 2015,.

## Œuvres sélectionnées
- Cross, Frank Leslie et Livingstone, E. A., The Oxford Dictionary of the Christian Church, Oxford University Press, 1997 (ISBN 978-0192116550, OCLC 833743, lire en ligne)